# Obtegomeria
Obtegomeria là một chi thực vật có hoa trong họ Hoa môi (Lamiaceae).

## Loài
Chi Obtegomeria gồm các loài: